# Емануель Махек

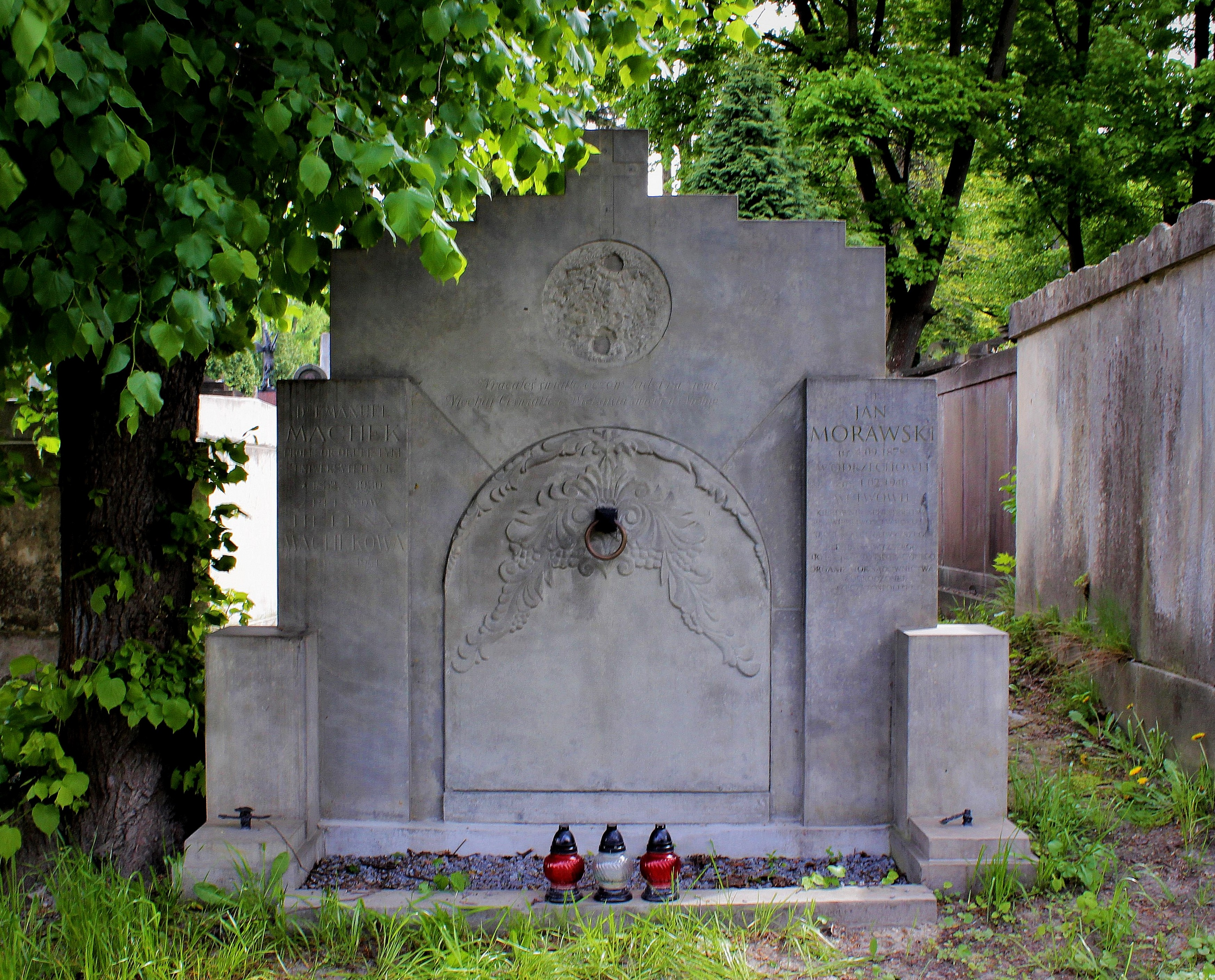
Гробівець на Личаківському цвинтарі

Емануель Емерик Махек (пол. Emanuel Emeryk Machek; 7 березня 1852, Самбір — 31 липня 1930, Львів) — офтальмолог, доктор медицини, професор, декан медичного факультету (1906) та ректор Львівського університету (1920—1921).

## Життєпис
Народився 7 березня 1852 року в м. Самбір (нині Львівська область, Україна). У 1877 році закінчив медичний факультет Віденського університету. Спеціалізувався з офтальмології у Відні (1877—1878) та Гайдельберзі (1881). 1882 року здійснив габілітацію в Ягеллонському університеті.
Працював асистентом (1878—1881), доцентом (1882—1884) кафедри очних хвороб Ягеллонського університету. У 1884—1892 роках у Львові провадив приватну практику. Керівник очного відділення Львівського загального шпиталю (1892—1928), керівник (1898—1922), професор (1922—1930) кафедри очних хвороб, декан медичного факультету (1906), ректор (1920—1921) і проректор (1921—1922) Львівського університету.
Доцент (1883), професор (1898). Почесний професор Львівського університету (1928). Президент Львівського лікарського товариства (1908). Співзасновник часопису Lwowski Tygodnik Lekarski (1906). Заслужений професор Львівського університету (1928).

### Напрямки наукових досліджень
Діагностика, клінічні прояви і лікування катаракти, трахоми, туберкульозу очей, рентґенлокалізація сторонніх тіл в оці (1890). Описав хворобу райдужної оболонки, відому як хвороба Махека (1895); запропонував нові методи пластики та хірургічного лікування птозу повік. Першим у Галичині операційно лікував катаракту; опрацьовував питання історії офтальмології.
Мав славу одного з найкращих офтальмологів Європи свого часу. Його новаторські методи операції застосовуються і понині. Львівська університетська клініка окулістики Емануеля Махека (розміщувалася в кам'яниці по вул. Академічній, 11), яку він заснував у 1898 році і якою керував упродовж 28 років, у 1914 році була одною із чотирьох найважливіших клінік (поряд із клініками в Берліні, Амстердамі і Нью-Йорку).
Автор близько 100 наукових праць. Засновник Львівської школи офтальмологів — підготував 6 професорів.
Помер 31 липня 1930 року після травм, отриманих внаслідок наїзду на нього мотоцикліста. Похований  у родинній гробниці на 78 полі Личаківського цвинтаря.